# Wolfgang Bothe
Wolfgang Bothe (* 9. Januar 1952 in Magdeburg; † 11. Mai 1980 in Halberstadt) war ein Todesopfer an der innerdeutschen Grenze.

## Leben
Wolfgang Bothe hatte bereits 1971 versucht, in die Bundesrepublik Deutschland zu flüchten, und nach dem gescheiterten Fluchtversuch eine Haftstrafe verbüßt. Am 7. April 1980 unternahm er bei Veltheim am Fallstein einen neuen Fluchtversuch. Dabei löste er eine Selbstschussanlage aus. Mit schweren Verletzungen, u. a. im Hirn, wurde er in das Kreiskrankenhaus Halberstadt verbracht. Dort trat eine spastische Lähmung der linken Seite ein. Schließlich starb er nach einem Monat im Krankenhaus am 11. Mai 1980 an Herz-Kreislauf-Versagen.
In einem Prozess um den Tod von Bothe und fünf weiteren Fluchtopfern, die durch Selbstschussanlagen oder Schusswaffengebrauch starben, wurden die verantwortlichen ehemaligen Mitglieder des Nationalen Verteidigungsrats der DDR wegen Anstiftung zum Totschlag zu viereinhalb bis siebeneinhalb Jahren Haft verurteilt.